# The King's Men
The King's Men foi a  companhia teatral na qual William Shakespeare trabalhou ao longo de sua carreira. Anteriormente conhecida como Lord Chamberlain's Men durante o reinado de Isabel I de Inglaterra, passou a se chamar The King's Men quando Jaime I de Inglaterra ascendeu ao trono, em 1603. Em sua época, foi a companhia teatral mais destacada de Londres.
Com a morte dos três dramaturgos, Robert Greene (1592), Christopher Marlowe (1593) e Thomas Kyd (1594), o palco, em grande parte, pertencia a Shakespeare. Em 1594 foram estabelecidos dois grupos de atores servindo membros do Privy Council (Conselho da Rainha): o Lord Chamberlain's Men e o Lord High Admiral's Men. O primeiro foi encabeçado pela família Burbage (James e seus filhos Cuthbert e Richard) e já incluía  Shakespeare como um dos membros: além de ator do grupo, ele era seu dramaturgo residente, produzindo, em média, duas peças por ano. A companhia tinha  O Teatro como base, mudando para The Globe em 1599. 
O grupo funcionou por quarenta e oito anos, existindo de forma contínua até o fechamento de todos os teatros em 1642, durante a guerra civil inglesa. O seu sucesso devia-se  à qualidade dos atores, aliada à popularidade das peças de Shakespeare. Richard Burbage é reconhecido como o primeiro grande ator do teatro inglês, e a companhia contava ainda com os comediantes William Kempe e Robert Armin.